# Спортивные танцы на льду
Спортивные танцы на льду — дисциплина фигурного катания. Олимпийский вид спорта, включённый в программу Игр с 1976 года.
Танцы внешне похожи на парное фигурное катание. Однако в них запрещены выбросы, поддержки партнёрши выше головы партнёра, подкрутки и другие так называемые акробатические элементы.

## История
После того как в середине XIX века Джексон Хейнз стал танцевать на коньках под музыку, конькобежцы начали адаптировать имеющиеся танцы к новой среде. Собственно, в первые годы фигурного катания парное катание и было в первую очередь танцем — но в 1920—30-е годы оно ушло в акробатику, стали предъявляться особые требования к физической подготовке кавалера и комплекции дамы. Так что в 1930-е годы в Великобритании появился новый, более демократичный вид спорта. Именно тогда британские спортсмены продемонстрировали танцы, позднее ставшие обязательными.
В 1952 году спортивные танцы были включены в программу чемпионатов мира и Европы. В течение 10 лет на всех крупных международных состязаниях побеждали фигуристы Великобритании. В 1962 году победили представители новой школы спортивных танцев — чехословацкие фигуристы Ева Романова и Павел Роман. Эта пара побеждала на протяжении четырёх лет.
На XII зимних Олимпийских играх 1976 года в австрийском Инсбруке новая дисциплина была признана олимпийским спортом. Первыми в истории олимпийскими чемпионами стали советские фигуристы Людмила Пахомова и Александр Горшков. Все последующие годы борьба за лидерство в танцах на льду шла практически только между советскими фигуристами.
В 1980—1990-е годы фигуристы находили всё новые лазейки в правилах, заменяя рёберное скольжение сложной авангардной хореографией. Например, пара Торвилл — Дин в чемпионском танце 1984 года первые 40 секунд танцевала на месте. Судейство — и без того не самое объективное — затруднилось настолько, что в 1990-е годы ИСУ попытался вернуть танцы в «бальные» рамки. Но из-за жалоб на скуку ограничения вскоре сняли, взамен установили набор обязательных элементов на оригинальный и произвольный танцы.
К концу 2000-х годов российские тренеры, уехавшие за границу, вырастили новое поколение успешных спортсменов. Особенно отличились Игорь Шпильбанд и Марина Зуева, работавшие в паре: их дуэты Вертью — Моир и Дэвис —Уайт стали чемпионами.
В 2010 году обязательный и оригинальный танцы объединили в один, так называемый «короткий». Новый формат стал компромиссом между красотой оригинального танца и соревновательной природой обязательного.

## Обязательные элементы и структура соревнований
Для танцевальных дуэтов список обязательных элементов появился только в 1999 году. В настоящий момент танцоры исполняют дорожки шагов, серии твизлов, поддержки и танцевальные вращения.
Соревнования по спортивным танцам на льду, начиная с сезона 2010—11, состоят из двух программ.
1. Короткий танец. На весь сезон задаётся танец. Пара обязана выполнить один-два круга этого танца и какую-либо собственную заготовку, подходящую по характеру к этому танцу. 24 лучших пары допускаются к произвольному танцу.
2. Произвольный танец. В произвольном танце содержатся такие элементы, как поддержки, вращения, арабески, спирали, шаги и др., связанные в единое целое.

Победителем объявляется пара, которая по сумме двух танцев набирает больше всего очков.
До сезона 2009—10 включительно выступления состояли из трёх танцев: обязательного, оригинального и произвольного.
Соревнования низкого уровня (детские, региональные, любительские) могут проходить и по другой схеме: обязательный — короткий — произвольный или обязательный — произвольный.

### Музыка
Музыка в танцах отличается от таковой в других дисциплинах. Мелодия должна иметь «танцевальный» характер, с чётким ритмом. Разрешена музыка с вокалом.
В обязательном танце музыка устанавливается оргкомитетом. В оригинальном и коротком фигуристы с хореографом сами подбирают музыку под заданный на сезон стиль. В произвольном танце стиль может быть любым, при этом музыка должна хотя бы раз менять темп; допустима как постепенная смена, так и две разных мелодии.

### Обязательные элементы
- Дорожка шагов, которая должна иметь и «двуногую», и «одноногую» часть.
- Твизлы — вращения в движении на одной ноге.
- Танцевальные поддержки — на небольшой высоте в экзотических позах.
- Совместные вращения — партнёры вращаются вместе, как единое целое.

### Запрещённые элементы
- «Спортивные» поддержки выше головы.
- Прыжки более чем в один оборот.
- Однооборотные прыжки, выполненные обоими партнёрами одновременно.
- Явно выраженный разбег снижает оценку за танец; партнёры должны поддерживать скорость танцевальными шагами.
- Длительная езда поодиночке.